# Alfredo da Costa Weyne
Alfredo da Costa Weyne (Fortaleza, 23 de março de 1842 – Porangaba, 11 de janeiro de 1911), foi um militar brasileiro, combatente na Guerra do Paraguai, escritor, e delegado.

## Biografia
Filho do tenente da Guarda Nacional Leocádio da Costa Weyne e da pernambucana Joana Vicência Bittencourt Acúrcio Weyne. Fez seus primeiros estudos em Fortaleza e Recife.
Em 1861 alistou-se voluntário do Exército, seguindo em 1865 para a Campanha do Paraguai. Em Tuiuti recusou-se a deixar a luta, embora ferido. Terminados os 5 anos de guerra, voltou ao Ceará, trazendo as condecorações de Cavaleiro da Ordem da Rosa, Cavaleiro da Ordem de Cristo, Cavaleiro da Ordem de S. Bento de Avis, Oficial da Ordem da Rosa, Medalha da Campanha do Paraguai e Medalhas de Ouro da Argentina e do Uruguai.
Designado para capturar criminosos no interior do Estado, deve-se-lhe entre outras, a prisão de um célebre criminoso, conforme refere o jornal "Cearense", de 24 de abril de 1873 - pág, 1 - "A comarca da Imperatriz deve a captura do famigerado assassino José Gabriel, unicamente ao bravo e destemido tenente do 14, Alfredo da Costa Weyne, que arriscou a vida e expôs-se a resposta e conselho de guerra, se a diligência falhasse".
Ferrenho abolicionista, escrevia em jornais, discursava em praça pública, ocasião em que estendendo o seu boné de tenente do Exército, recolhia óbolos do povo ali reunido, objetivando alforriar escravos - instituiu, juntamente com alguns de seus colegas do 15° Batalhão de Infantaria, uma associação por eles denominada de "Clube Abolicionista Militar", da qual foi eleito 1º secretário. Desejando interceptar a grandiosa obra da redenção dos escravos, pretendida pelos ditos oficiais, o Governo Imperial imediatamente decretou a transferência do 15° batalhão para o Pará, o que não impediu, porém, aqueles oficiais de ali darem prosseguimento às sessões do "Clube Abolicionista Militar", continuando Alfredo como 1 ° Secretário. Nova transferência veio puni-los, desta vez dispersando a oficialidade pelas várias guarnições da Amazônia. Coube a Alfredo o maior castigo, por ser considerado o mais impetuoso e indobrável dentre os oficiais abolicionistas: comandar o depósito de presos correcionais no forte do Macapá, de onde só depois de mortos eram substituídos os comandantes. Em 1884 foi promovido por antiguidade. Duas vezes licenciado por doença (malária).
Retornando ao Ceará, resolveu pedir reforma no posto de major, em 1885, para se ver livre das perseguições. Em 1878 foi delegado em Russas. Em 1880 comandou o destacamento de Aracati.
Transferindo a família para o "Sítio Praia Grande" que existia do outro lado da lagoa de Parangaba, fez-se agricultor. Em 1887 foi nomeado intendente do conselho Municipal de Arronches, cujo nome, por indicação sua, foi mudado para Porangaba, hoje Parangaba. Em 1888 foi nomeado chefe do "Serviço de Assistência aos Flagelados", por Antônio Caio da Silva Prado. Em 1891 favoreceu-lhe um decreto de Floriano Peixoto, no qual se promoviam ao posto imediato os oficiais participantes da Campanha do Paraguai em todo o seu período de luta, concedendo-lhes, ainda, a medalha de Grande mérito. Assim passou a tenente-coronel. Em 2 de maio desse mesmo ano, foi nomeado interinamente secretário da Escola Militar de Fortaleza, cargo que exerceu até 1897. No ano seguinte, recebeu nomeação para comandar o Batalhão de Segurança, hoje Polícia Militar, ali permanecendo até o ano de 1899. Foi autor e secretário do "Recreio Familiar", sociedade particular dramática que funcionava no Teatro São Luís. Fundou sociedade semelhante na parangaba, "Melpômenes Parangabense", apresentando obras de outros autores e também suas próprias produções. Exerceu o cargo de escrivão de casamento e oficial do registro Civil, em Parangaba, o qual ocupou até contrair a doença que o levou ao túmulo.
Faleceu no extinto município de Porangaba - atualmente, distrito de Fortaleza - a 11 de janeiro de 1911, onde está sepultado. Era casado com D. Antônia Nunes Weyne, de cujo consórcio teve 7 filhos.

## Homenagens
- Um praça em fortaleza foi nomeada em homenagem ao militar.[19][20]
- Uma rua em Fortaleza homenageia o militar.[21]
- Maryse Weyne Cunha escreveu um livro sobre o militar.